# Distrito de Nové Zámky

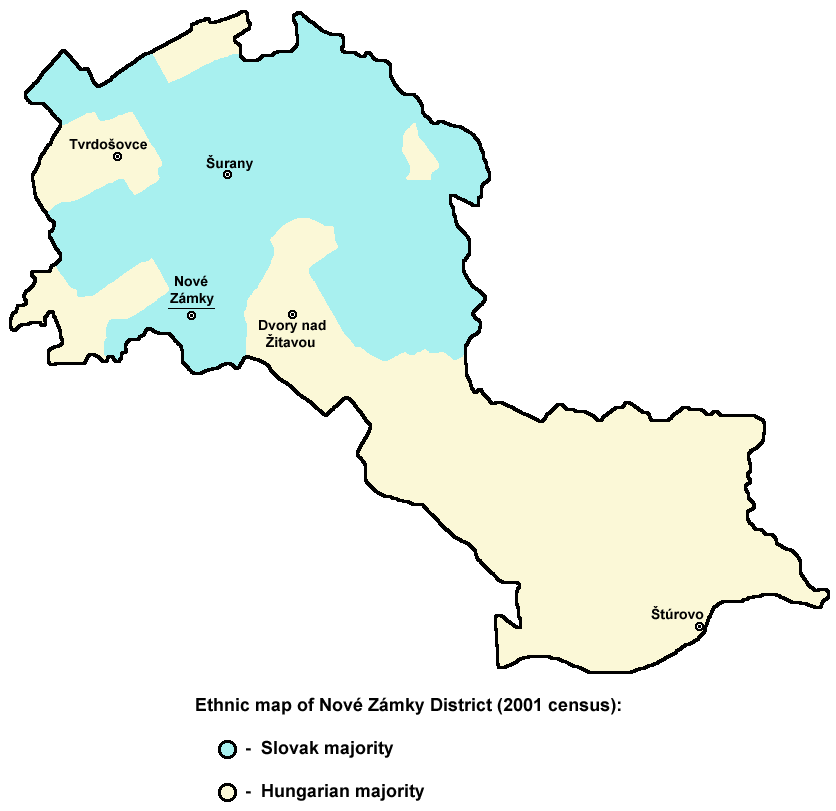
Mapa étnico de Distrito de Nové Zámky (2001).

El distrito de Nové Zámky (en eslovaco Okres Nové Zámky) es una unidad administrativa (okres) de Eslovaquia Meridional, situado en la región de Nitra, con 149 594 habitantes (en 2001) y una superficie de 1347 km². Su capital es la ciudad de Nové Zámky.
También forma parte de este distrito el territorio del antiguo distrito de Štúrovo, disuelto en 1960.

## Demografía
| Año        | 1994    | 2004    | 2014    | 2024    |
| ---------- | ------- | ------- | ------- | ------- |
| Población  | 152 674 | 148 001 | 142 317 | 134 231 |
| Diferencia |         | −3,06 % | −3,84 % | −5,68 % |

| Año        | 2023    | 2024    |
| ---------- | ------- | ------- |
| Población  | 135 003 | 134 231 |
| Diferencia |         | −0,57 % |

## Ciudades (población año 2017)
- Nové Zámky (capital) 38 172
- Štúrovo 10 390
- Šurany 9878

## Municipios
- Andovce 1472
- Bajtava 403
- Bánov 3722
- Bardoňovo 695
- Belá 328
- Bešeňov 1627
- Bíňa 1451
- Branovo 586
- Bruty 599
- Čechy 300
- Černík 1057
- Chľaba 711
- Dedinka 707
- Dolný Ohaj 1556
- Dubník 1602
- Dvory nad Žitavou 5084
- Gbelce 2170
- Hul 1181
- Jasová 1149
- Jatov 751
- Kamenica nad Hronom 1342
- Kamenín 1448
- Kamenný Most 1058
- Kmeťovo 844
- Kolta 1289
- Komjatice 4315
- Komoča 949
- Leľa 307
- Lipová 1518
- Ľubá 426
- Malá nad Hronom 383
- Malé Kosihy 389
- Maňa 2061
- Michal nad Žitavou 667
- Mojzesovo 1323
- Mužla 1884
- Nána 1223
- Nová Vieska 696
- Obid 1164
- Palárikovo 4243
- Pavlová 225
- Podhájska 1019
- Pozba 450
- Radava 755
- Rastislavice 906
- Rúbaň 966
- Salka 996
- Šarkan 378
- Semerovo 1383
- Sikenička 426
- Strekov 1979
- Svodín 2478
- Trávnica 1059
- Tvrdošovce 5156
- Úľany nad Žitavou 1517
- Veľké Lovce 1860
- Veľký Kýr 2999
- Vlkas 332
- Zemné 2167